# 四环药业
四环药业股份有限公司 （深交所：000605）是中国深圳证券交易所的一家上市公司，主营业务范围为制药业。
2011年，该公司主营业务收入为38648254.30元，公司净利润为-1833580.30元，公司总资产为132507851.30元。